# John Brown (football américain)
Pour les articles homonymes, voir John Brown (homonymie) et Brown.
(en) Statistiques sur pro-football-reference
John Brown, né le 3 avril 1990 à Homestead en Floride, est un joueur professionnel américain de football américain évoluant au poste de Wide receiver. Il joue pour la franchise des Bills de Buffalo au sein de la National Football League (NFL) depuis 2019.
Après sa carrière universitaire chez les Gorillas de Pittsburgh State (en), il est sélectionné en 91e choix global lors du 3e tour de la Draft 2014 de la NFL par les Cardinals de l'Arizona.

## Biographie

### Carrière professionnelle
Il est sélectionné par les Cardinals de l'Arizona au 91e rang, au troisième tour, lors de la draft 2014 de la NFL. Il se démarque durant sa deuxième saison, en 2015, en attrapant pour 1 003 yards sur 65 passes réceptionnés et 7 touchdowns.
Après quatre saisons avec les Cardinals, dont la dernière ayant été écourtée par les blessures, il signe pour un an avec les Ravens de Baltimore en 2018.
En mars 2019, il signe pour trois ans avec les Bills de Buffalo. Il dépasse une deuxième fois la barre des 1 000 yards en réception avec 1 060, en plus de marquer 6 touchdowns.

## Statistiques
| Année  | Équipe                 | MJ     |     | Passes réceptionnées | Passes réceptionnées | Passes réceptionnées | Passes réceptionnées |       | Courses | Courses | Courses | Courses |  | Fumbles | Fumbles |
| Année  | Équipe                 | MJ     | Nb. | Yards                | Moy.                 | TD                   | Nb.                  | Yards | Moy.    | TD      | Nb.     | Perdus  |  |         |         |
| 2014   | Cardinals de l'Arizona | 16     | 48  | 696                  | 14,5                 | 5                    | 3                    | -6    | -2      | 0       | 0       | 0       |  |         |         |
| 2015   | Cardinals de l'Arizona | 15     | 65  | 1 003                | 15,4                 | 7                    | 3                    | 22    | 7,3     | 0       | 1       | 1       |  |         |         |
| 2016   | Cardinals de l'Arizona | 15     | 39  | 517                  | 13,3                 | 2                    | 1                    | 10    | 10      | 0       | 1       | 0       |  |         |         |
| 2017   | Cardinals de l'Arizona | 10     | 21  | 299                  | 14,2                 | 3                    | 1                    | 10    | 10      | 0       | 0       | 0       |  |         |         |
| 2018   | Ravens de Baltimore    | 16     | 42  | 715                  | 17,0                 | 5                    | 3                    | 4     | 1,3     | 0       | 0       | 0       |  |         |         |
| 2019   | Bills de Buffalo       | 15     | 72  | 1 060                | 14,7                 | 6                    | 2                    | 7     | 3,5     | 0       | 0       | 0       |  |         |         |
| Totaux | Totaux                 | Totaux | 287 | 4 290                | 14,9                 | 28                   | 13                   | 47    | 3,6     | 0       | 2       | 1       |  |         |         |